# Agromyza albipila
Agromyza albipila este o specie de muște din genul Agromyza, familia Agromyzidae, descrisă de Becker în anul 1908. Conform Catalogue of Life specia Agromyza albipila nu are subspecii cunoscute.